# 그리드락 디
《그리드락 디》(영어: Gridlock'd) 혹은 그리드락드는 미국에서 제작된 본디 커티스홀 감독의 1997년 범죄 다크 코미디 드라마 영화이다. 팀 로스, 투팍 셔쿠어 등이 출연하였고, 에리카 허긴스 등이 제작에 참여하였다.

## 출연진
- 팀 로스
- 투팍 셔쿠어
- 탠디 뉴턴
- 찰스 플라이셔
- 하워드 헤스먼
- 제임스 피컨스 주니어
- 존 세일스
- 톰 톨스
- 톰 라이트
- 루시 류
- 보킴 우드바인 (크레디트 미기재)
- 본디 커티스홀
- 케이시 레먼스
- 헨리 헌터 홀
- 리치먼드 아켓
- 데브라 윌슨
- 러스티 슈위머
- 엘리자베스 앤 디킨슨
- 트레이시 빌라

## 기타 제작진
- 공동 제작: 마이클 베넷, 스티븐 시버트
- 배역: 로비 리드흄스
- 미술: 댄 비숍
- 세트: 크리스틴 터스카노 메시나
- 의상: 마리 프랑스